# Ruandella
Ruandella is een geslacht van vliesvleugeligen uit de familie Encyrtidae. De wetenschappelijke naam van dit geslacht is voor het eerst geldig gepubliceerd in 1957 door Risbec.

## Soorten
Het geslacht Ruandella omvat de volgende soorten:
- Ruandella capensis (Subba Rao, 1971)
- Ruandella stigmosa (Annecke, 1971)
- Ruandella tertia (Annecke, 1971)
- Ruandella testacea Risbec, 1957